# Lycaena dardanus
Lycaena dardanus är en fjärilsart som beskrevs av Freyer 1843. Lycaena dardanus ingår i släktet Lycaena och familjen juvelvingar. Inga underarter finns listade i Catalogue of Life.